# Juliet H. Lewis Campbell
Juliet H. Lewis Campbell (ur. 5 sierpnia 1823, Williamsport w hrabstwie Lycoming w stanie Pennsylvania, zm. 26 grudnia 1898, Wayne w hrabstwie Delaware w stanie Pennsylvania) – pisarka i poetka amerykańska.

## Życiorys
Juliet H. Lewis Campbell urodziła się jako Juliet Hamersley Lewis. Jej ojcem był prawnik Ellis Lewis, były prokurator generalny i prezes Drugiego Dystryktu Sądowego w Pennsylvanii (1798 - 1871), matką Josephine Lewis (1804 - 1879). W roku 1842 poetka poślubiła prawnika Jamesa Hepburna Campbella (1820 - 1895). Miała z nim czwórkę dzieci: Francisa Duncana Campbella (1845 - 1864), Jamesa Hepburna Campbella (1847 - 1864), Julię Wharton Campbell Keightley (1851 - 1915) i Ellisa Lewisa Campbella (1854 - 1900). Małżeństwo z córką szanowanego sędziego dopomogło Jamesowi Campbellowi w rozwinięciu błyskotliwej kariery prawniczej i politycznej. Juliet H. Lewis Campbell zmarła 26 grudnia 1898 w Wayne w hrabstwie Delaware w stanie Pennsylvania.

## Twórczość
Juliet H. Lewis Campbell była autorką  wielu wierszy, zamieszczanych w ówczesnych prestiżowych antologiach, wydawanych między innymi przez Caroline May (The American Female Poets, 1848), Rufusa Wilmota Griswolda (The Female Poets of America, 1849) i Thomasa Buchanana Reada (Read's Female Poets of America, 1848). Do jej najbardziej znanych utworów należą wiersze Dreams (Marzenia), A Confession (Wyznanie), (Lines at Night(Wersy nocą), Tarpeia (Tarpeja), Night-Blooming Flowers (Kwiaty kwitnące nocą), A Story of Sunrise (Historia wschodu słońca) i A Song of Sunset (Pieśń zachodu słońca). Poetka napisała też dłuższy poemat Legend of Infancy of Our Savior: A Christmas Carol (Legenda o dzieciństwie Naszego Zbawiciela. Kolęda, 1862).